# Jacques de Cauna
Jacques de Cauna est un historien français né à Bordeaux.

## Biographie
Docteur d’État de la Sorbonne, habilité à diriger les recherches par l’université des Antilles et de la Guyane, professeur honoraire des universités d'Etat d'Haïti et des West Indies (Jamaïque), professeur à l'université de Pau et des Pays de l'Adour, il est membre de nombreuses équipes de recherche travaillant sur la colonisation et la présence française aux Amériques, et est ou a été membre de nombreux conseils scientifiques en France ou à l'étranger, dont les Archives Nationales et le Centre de recherche international du CNRS sur les esclavages à l’École des Hautes Études en Sciences Sociales, ainsi que président, conseiller ou membre d’honneur de plusieurs sociétés savantes.
Il a séjourné pendant vingt-cinq ans dans divers pays de la Caraïbe (Martinique, Haïti, Jamaïque et Bahamas…) où il a occupé des fonctions de professeur, d'historien et de diplomate, et collaboré aux travaux de nombreuses instances scientifiques nationales ou internationales (Cnrs, Pnud, Unesco, Icom…). Il a dirigé le Centre de Recherche Historique de l'Institut Français d’Haïti.
Jacques de Cauna est président de la Fédération des Académies de Gascogne dont le siège est au château de Caumale à Escalans dans les Landes. Il est également président d’honneur de l’Association des Amis du Château de Caumale,  reconnue d’intérêt public destinée à la sauvegarde et à la restauration de ce lieu témoin important de l’histoire de la Gascogne, et plus largement de l’histoire de France et de la Caraïbe (Saint-Domingue, Cuba, La Nouvelle-Orléans...). 

## Publications
Il est l'auteur de : 
- Toussaint Louverture, Bordeaux et l'Aquitaine. Histoire, famille, mémoire, auto-édition, 2023
- Fleuriau, La Rochelle et l'esclavage. Trente-cinq ans de mémoire et d'histoire, Paris, les Indes Savantes, 2017.
- Dynamiques caribéennes : pour une histoire des circulations dans l'espace atlantique : XVIIIe – XIXe siècles, sous la direction d'Eric Dubesset et Jacques de Cauna, PUB, sept. 2014.
- La Société des plantations esclavagistes : Caraïbes francophone, anglophone et hispanophone : regards croisés, Jacques de Cauna et Cécile Révauger, éd. Les Indes savantes, mai 2013.
- Toussaint Louverture : le grand précurseur, éd. Sud Ouest, coll. Référence, sept. 2012.
- Voyage d'Outre-mer et infortunes les plus accablantes de la vie de M. Joinville-Gauban, présentation et commentaires de Jacques de Cauna, éd. La Girandole, mars 2011.
- L'Aquitaine au temps du Prince Noir : actes du colloque de Dax, sous la direction de Jacques de Cauna, éd. Centre généalogique des Landes, PyréMonde, juillet 2010.
- Bordeaux au XVIIIe siècle : le commerce atlantique et l'esclavage/ Bordeaux in the 18th century : trans-atlantic trading and slavery, Le Festin, 2010.
- La traite bayonnaise au XVIIIe siècle : instructions, journal de bord, projets d'armement, avec Marion Graff, Cairn, 2009.
- Haïti, l'éternelle révolution : histoire d'une décolonisation (1789-1804), Port-au-Prince, Deschamps, 1997, Réédit. PRNG, 2009.
- L'Ensenhamen du troubadour gascon Arnaut-Guilhem de Marsan, ou Code du parfait chevalier, avec Gérard Gouiran (transcription du texte), Pyrémonde, 2007.
- Cadets de Gascogne. La Maison de Marsan de Cauna, tomes I, II et III, 2002-2004, réédition Princi Negue, 2004, tome IV, 2006. Prix des Trois couronnes.
- Toussaint Louverture et l'indépendance d'Haïti. Témoignages pour un bicentenaire, Ed. Karthala et Société Française d'Histoire d'Outre-Mer, 2004.
- Au temps des Isles à sucre, Histoire d'une plantation de Saint-Domingue au XVIIIe siècle, Éd. Karthala, 2003, réédition, 1987, Prix Paul-Rivet 1987 de l’Académie des sciences d’outre-mer.

- L'Eldorado des Aquitains. Gascons, Basques et Béarnais aux Îles d'Amérique, Éd. Atlantica, 1998, Prix de l'Académie Nationale des Belles Lettres de Bordeaux.
- Haïti, l'éternelle Révolution, Éd. Henri Deschamps, 1997, Prix de la Société Haïtienne d'Histoire et de Géographie.
- Antilles 1789. La Révolution aux Caraïbes, avec Lucien Abenon et Liliane Chauleau, Éd. F. Nathan, 1989.

Il a collaboré aux ouvrages suivants : 
- L'hôtel Fleuriau; une histoire de famille (1772-1982), La Rochelle, Musée du Nouveau-Monde, 2022.
- Les biographies littéraires. Théories, pratiques et perspectives nouvelles (dir. Philippe Desan, Daniel Désormeaux), Paris, Classiques Garnier, 2018
- Un monde créole. Vivre aux Antilles au XVIIIe siècle, La Rochelle, La Geste, 2017.
- Creolization in the French Americas, University of Louisiana Press, Lafayette, La, USA, 2016.
- Les Amériques [dictionnaire], Tome I – Du Précolombien à 1830 (dir. Michel Bertrand, Jean-Michel Blanquer, Antoine Coppolani), Paris, Ed. Robert Laffont, sept. 2016.
- Le Monde maçonnique des Lumières (Europe-Amériques & Colonies). Dictionnaire prosopographique (dir. Charles Porset et Cécile Révauger), Paris, Honoré Champion, 2013.
- Figures d'esclaves : présences, paroles, représentations (dir. : Eric Saunier), Rouen, Le Havre, PURH, 2012.
- La mer Caraïbe, espace de migrations (M. Dalmace, dir.), collection Maison de Pays Ibériques, Presses universitaires de Bordeaux, 2012.
- La Rochelle, l'Aunis et la Saintonge face à l'esclavage (dir. M. Augeron et O. Caudron), Université de La Rochelle et Paris, Les Indes Savantes, 2012.
- La Caraïbe dans la mondialisation : quelles dynamiques régionalistes ? (dir. E. Dubesset et R. Lucas), Caraïbe Plurielle, Université Bordeaux 3, L'Harmattan, Paris, 2011.
- L'Atlas des minorités. Comprendre le présent à la lumière du passé, Paris, Le Monde, La Vie, Sciences-Po, 2011
- Les Huguenots et l'Atlantique. Pour Dieu, la Cause ou les Affaires (Université de La Rochelle, dir. Mikaël Augeron, Didier Poton et Bertrand Van Rumbeycke), Paris, Presses Universitaires de la Sorbonne et Les Indes Savantes, 2009
- The world of the Haïtian Revolution, edited by David Geggus and Norman Fiering  (John Carter Brown Library), coll. Blacks in diaspora, Indiana University Press, Bloomington (USA), 2009,
- Guide des sources de l'histoire de la traite négrière, de l'esclavage et de leurs abolitions, dir. Claire Sibille, La Documentation française, 2007.
- Saint-Domingue espagnol et la révolution nègre d'Haïti, collectif, dir. Alain Yacou, Karthala, 2007.
- Peintures haïtiennes d'inspiration vaudou, catalogue exposition collection Arnaud, Musée d'Aquitaine, 2007.
- Le Dictionnaire de Bordeaux, dir. M. Graneri-Clavé, Ed. Loubatières, 2006.
- Rapport du Comité de réflexion sur la traite des Noirs et l'esclavage, 2005-2006 Le Monde Créole. Peuplement, société et condition humaine (XVIIe – XXe siècles), mélanges offerts à Hubert Gerbeau, dir. J. Weber, Les Indes Savantes, 2005.
- Gascogne : un pays, une identité, Ed. Princi Negue, 2005.
- L'esclavage, Historia thématique, n°80, nov. déc. 2002.
- Haïti, photographies de Georges P. Clemenceau, Musée du Nouveau-Monde, 2001.
- Haïti, collection Guides Gallimard, Gallimard, 2000.
- Dictionnaire Encyclopédique des Antilles et de la Guyane , 7 t., Index et Thesaurus, dir. J. Corzani, Éd. Désormeaux, 1993-2000.
- Paysans, systèmes et crise. Travaux sur l'agraire haïtien, Université des Antilles et Université d'État d'Haïti), 1993.
- Mourir pour les Antilles, Indépendance nègre ou esclavage, collectif, éd. Michel L. Martin et A. Yacou, Éd. Caribéennes, 1991.
- Hommes et Destins, dictionnaire biographique, Académie des Sciences d'Outre-Mer, 1986
- Historama  spécial, L'énigme Louis XVII, 1993, n° 25.
- Mémoire des Landes, dictionnaire biographique, Arch. Dép. Landes, 1991.
- Ayiti dantan ak Ayti kounyeya, Port-au-Prince, Institut Pédagogique National, 1988.
- Konesans la vi nan sosyete, Port-au-Prince, Institut Pédagogique National, 1985

## Décorations
- Commandeur de l'Ordre national Honneur et Mérite de la République d'Haïti en 1990[1].
- Officier de l'ordre des Palmes académiques [1].
- Médaillé du Ministère des Anciens Combattants, de la ville de La Rochelle...